# Свёртывание обороны противника
Свёртывание обороны противника — способ развития успеха в наступлении, суть которого заключается в продвижении наступающих войск в стороны от бреши, пробитой в оборонительной линии врага. Тактика свёртывания обороны противника используется в целях расширения участка прорыва, обеспечения флангов своих войск, выхода на фланги обороняющимся и создания благоприятных условий для перехода в наступление на других направлениях. Как правило, для её реализации задействуются силы и средства воинских частей, зона ответственности которых прилегает к полосе прорыва, однако нередко эти задачи возлагаются на вторые эшелоны ударных соединений и объединений.
В официальном документообороте термин «свёртывание обороны» не употребляется, однако в иностранном военном лексиконе имеет хождение эквивалентный оборот «свёртывание флангов» (в США и Великобритании — англ. rolling up the flanks, в Германии — нем. flügellaufrollen).

## Исторические примеры
Во время Великой Отечественной войны советские войска нередко успешно применяли этот метод, например, в Белгородско-Харьковской операции 1943 года часть сил 7-й гвардейской армии, действуя на фланге главной группировки Степного фронта, решали задачу по свёртыванию обороны германских частей вдоль реки Северский Донец.
Во время Никольско-Криворожской операции 1944 года 3-й Украинский фронт по приказу Ставки Верховного Главнокомандования выдвинул 6-ю армию вместе с большей частью 5-й ударной армии на западный берег реки Ингулец для свёртывания обороны немецких частей в этом районе.
В 1944 году в ходе Ясско-Кишинёвской операции группировка 7-й гвардейской армии 2-го Украинского фронта была введена в сражение на участке прорыва 27-й армии и добилась разгрома немецко-фашистских войск свёртывая их оборону в Тыргу-Фрумосском укреплённом районе. Во взаимодействии с конно-механизированной группой фронта она расширила прорыв на 30-40 км и создала хорошие условия для дальнейшего развития наступления в полосе между рекой Серет и Восточными Карпатами.
Во время Восточно-Прусской операции 113-му стрелковому корпусу была поставлена задача ударить из под правого крыла ударной группировки 39-й армии в направлении на Лазденен для свёртывания обороны немецких войск в направлении на север.